# Alastor pentheri
Alastor pentheri är en stekelart som beskrevs av Kohl 1905. Alastor pentheri ingår i släktet Alastor och familjen Eumenidae. Inga underarter finns listade i Catalogue of Life.